# Bruzaån

Bruzaån (eller Brusaån) är en å i norra Småland, biflöde till Silverån och därmed även till Emån. Bruzaåns längd är omkring 45 kilometer, avrinningsområdet är 277 kvadratkilometer.
Bruzaån rinner upp nordöst om Eksjö inom Hults distrikt och strömmar åt sydöst, sedan mestadels åt öster, genom Bruzaholm, Hjältevad, Ingatorp och Mariannelund, varefter den mynnar i Silverån. Ån mottar många mindre bäckar som biflöden. Avrinningsområdet domineras av skog.